# Indywidualne Mistrzostwa Szwecji na Żużlu 1986
Indywidualne Mistrzostwa Szwecji na Żużlu 1986 – cykl turniejów żużlowych, mających wyłonić najlepszych żużlowców szwedzkich. Tytuł wywalczył Per Jonsson (Getingarna Sztokholm). 

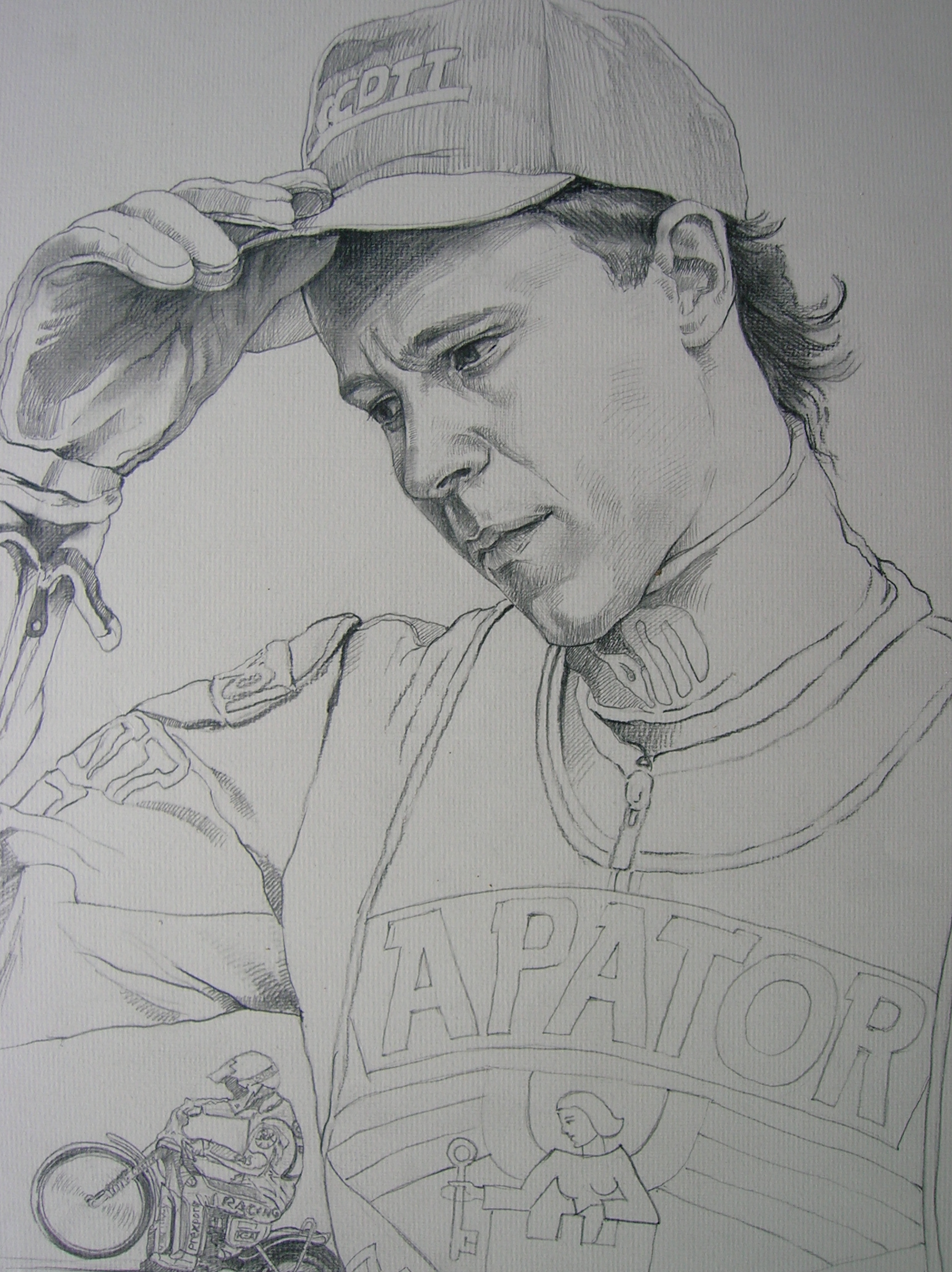
Per Jonsson - mistrz Szwecji 1986

## Finał
- Norrköping, 6 września 1986

| Msc. | Zawodnik               | Klub                 | Pkt |  |  |
| ---- | ---------------------- | -------------------- | --- |  |  |
| 1    | Per Jonsson            | Getingarna Sztokholm | 14  |  |  |
| 2    | Jan Andersson          | Vetlanda             | 13  |  |  |
| 3    | Jimmy Nilsen           | Getingarna Sztokholm | 11  |  |  |
| 4    | Peter Nahlin           | Smederna Eskilstuna  | 10  |  |  |
| 5    | Christer Karlsson      | Indianerna Kumla     | 9   |  |  |
| 6    | Roland Dannö           | Indianerna Kumla     | 9   |  |  |
| 7    | Erik Stenlund          | Getingarna Sztokholm | 9   |  |  |
| 8    | Conny Ivarsson         | Vetlanda             | 8   |  |  |
| 9    | Patrik Karlsson        | Vargarna Norrköping  | 7   |  |  |
| 10   | Lars Andersson         | Bysarna Visby        | 6   |  |  |
| 11   | Kenneth Nyström        | Vetlanda             | 6   |  |  |
| 12   | Peter Karlsson         | Örnarna Mariestad    | 5   |  |  |
| 13   | Jörgen Johansson       | Dackarna Målilla     | 3   |  |  |
| 14   | Börje Ring             | Örnarna Mariestad    | 2   |  |  |
| 15   | Mikael Blixt           | Vargarna Norrköping  | 1   |  |  |
| 16   | Hans Danielsson        | Lejonen Gislaved     | 1   |  |  |
|      | rez. Mikael Ritterwall | Vetlanda             | 4   |  |  |
|      | rez. Thomas Ek         | Vetlanda             | 2   |  |  |
|      | Tommy Nilsson          | Getingarna Sztokholm |     |  |  |
|      | Tony Olsson            | Bysarna Visby        |     |  |  |